# Šestoaprilska nagrada grada Sarajeva
Šestoaprilska nagrada Grada Sarajeva dodjeljuje se istaknutim pojedincima, grupama i kolektivima za značajna ostvarenja i izuzetne uspjehe u radu, postignute u svim oblastima političkog i društvenog života. Dobitnici se tako nagrađuju za kontinuirani rad i izuzetna djela u oblasti privrede, nauke, kulture, odgoja i obrazovanja, tehnike i tehnologije, sporta, zdravstva i socijalne zaštite, zaštite čovjekove sredine i u drugim oblastima rada i stvaralaštva. Nagrada se dodjeljuje bez obzira na godinu ostvarenja nagrađenog uspjeha, a od ključne je važnosti da djela doprinose ukupnom unapređenju i razvoju grada Sarajeva.
Odluku o dobitnicima Šestoaprilske nagrade donosi Gradsko vijeće na prijedlog Odbora za dodjelu Šestoaprilske nagrade. Nagrada se dodjeljuje svake godine na svečanoj sjednici Gradskog vijeća na dan oslobođenja Sarajeva, 6. aprila.

## Dobitnici

### 1950-e
| Godina | Pojedinačna nagrada                                                                                    | Grupna nagrada                        | Kolektivna nagrada |
| ------ | --- | ------------------------------------- | ------------------ |
| 1956.  | Vojo Dimitrijević                                                                                      | Andrija-Šain Čačin i Marijan Baldazar | nije dodijeljena   |
| 1957.  | Midhat Begić Branko Grković Radenko Mišević Safet Pašalić Ivan Stajcer                                 | nije dodijeljena                      | nije dodijeljena   |
| 1958.  | Jolanda Đačić Ahmet Hromadžić Smiljan Klaić Zdravko Kovačević Mladen Pozajić                           | nije dodijeljena                      | nije dodijeljena   |
| 1959.  | Vanda Cistler Franjo Horvat Tomo Janjić Ilija Kecmanović Jurisav Korenić Tomo Kuruzović Mica Todorović | nije dodijeljena                      | nije dodijeljena   |

### 1960-e
| Godina | Pojedinačna nagrada | Grupna nagrada | Kolektivna nagrada                          |
| ------ | --- | --- | ------------------------------------------- |
| 1960.  | Veselin Badrov Ivan Brkanović Arfan Hozić Slavko Leovac Juraj Najdhart | nije dodijeljena | nije dodijeljena                            |
| 1961.  | Olga Babić Milivoje Bačanović Živorad Janković Muhamed Kadić Todor Kruševac Hamid Lukavac | nije dodijeljena | Pozorište lutaka Sarajevo                   |
| 1962.  | Boro Grigovorić Dragan Kulidžan Rizo Ramić Meša Selimović Miroslav Špiler | Svetozar Radojčić, Josif Enriko, Slobodan Jovičić i Muhamed Karamehmedović | nije dodijeljena                            |
| 1963.  | David Finci Ljubo Lah Željko Marjanović Branko Rabar Teodor Romanić Risto Trifković Zlatko Ugljen | nije dodijeljena | nije dodijeljena                            |
| 1964.  | Nail Alajbegović Eduard Bogdanić Mak Dizdar Paško Duplančić Glibo Šašić Vlado Jablan Niko Jovičević Esad Kazazović Franjo Likar Zvonko Oreb Strahinja Petrović Zdenko Praskač Fahrudin Sabrihafizović Miloš Samardžić Vladimir Zarahović Miloš Žarković                        | nije dodijeljena | nije dodijeljena                            |
| 1965.  | Josip Bać Esad Bajraktarević Rejhan Demirdžić Branislav Đurđev Momčilo Jovanović Čedo Kisić Hajrudin Krvavac Dragan Milinović Ljiljana Molnar Dako Radošević Ranko Rakanović Afan Ramić Salem Resulović Marko Slomović Luka Sorajić Dane Škerl Ljubomir Šušić Husein Tahmiščić | – Zvonko Knežević i Zdravko Pujić – Ivan Štraus i Tihomir Štraus | nije dodijeljena                            |
| 1966.  | Abdurezak Abduzaimović Jan Beran Emerik Blum Ismet Brkić Vlatko Filipović Mario Mikulić Ibro Mujezinović Predrag Palavestra Ina Samokovlić-Krstanović Boris Smoje Avdo Sućeska Dževad Taletović Helena Uhlik-Horvat                                                            | – Miodrag Bogićević, Slavko Leovac, Husein Tahmiščić i članovi redakcije Izraza: Anđelko Ristić, Valerija Škrinjar, Izet Muftić, Dragoljub Jović, Enes Čengić, Dušan Lončarević, Svetozar Malešev, Zvonimir Požar, Lazo Ciganović, Maja Dragutinović, Nikola Ivanović i Višnja Maloković – Dušan Jovičić, Šalom Altarac, Mirko Manojlović, Rudi Stojak, Aiša Tomašev, Miloš Bajović, Stevo Opačić, Mirko Radišić, Jovan Vasić i Rasim Bajraktarević – Žika Ristić i Suad Mrkonjić | nije dodijeljena                            |
| 1967.  | Rajmond Bertan Ibro Brkić Vladimir Dedijer Ahmed Grebo Zdenko Grgić Juraj Marek Antun Marinić Adi Mulabegović Mithat Mutapčić Makso Savin Radivoje Spasić Asim Šukalić Duško Trifunović Rasim Volić Anđelko Vuletić                                                            | Vahidin Spahović i Mijo Trgovčević | nije dodijeljena                            |
| 1968.  | Sadik Bučuk Izet Buševac Dragica Čalić Bahrudin Čengić Blagoje Đorđević Slobodan Jovičić Hajrija Kapić Nikola Nikolajević Nenad Radanović Hazim Šabanović | Dragan Ivošević i Olga Saničanin | Gorska služba spašavanja – Stanica Sarajevo |
| 1969.  | Mersad Berber Sead Brkić Abaz Deronja Sofija Divčić Vefik Hadžismajlović Ejub Ibrahimović Hamdija Kapidžić Svetozar Koljević Herta Kuna Rikard Kuzmić Ibrahim Ljubović Slavko Mićanović Tihomir Mirić Danica Rošulj-Malkin                                                     | Petar Razlog, Šemso Hadžiefendić, Salko Selimović i Murat Goro | nije dodijeljena                            |

### 1970-e
| Godina | Pojedinačna nagrada | Grupna nagrada                                                                          | Kolektivna nagrada |
| ------ | --- | --------------------------------------------------------------------------------------- | --- |
| 1970.  | Borislav Aleksić Risto Besarović Slavko Čanković Muhamed Filipović Bogdan Maksimović Sulejman Memić Ognjen Miličević Ljubica Mladenović Hilmija Pitić Danilo Protić Slavko Šantić Aleksa Štrbo Rifat Tvrtković                                                                                                 | – Živorad Janković, Ognjeslav Malkin i Halid Muhasilović – Ismet Mehić i Ranko Stanišić | Balet Narodnog pozorišta u Sarajevu |
| 1971.  | Olga Đoković Darinka Đurašković Leopold Kauret Veljko Kojović Boško Kučanski Alija Kučukalić Vojslav Maksimović Enver Mehmedbašić Mira Meštrović Muhamed Muratbegović Vojislav Pavlović Slavko Pervan Kasim Prohić Arif Purivatra Dara Sekulić Hamdija Sijerčić Svetozar Zimonjić                              | Vladimir Knor, Slavko Bilobrk i Abdulah Jesenković                                      | nije dodijeljena |
| 1972.  | Pavle Dostal Savo Đurić Vojin Komadina Marko Krsmanović Zdenko Lešić Nikola Nešković Zdravko Ostojić Hiba Ramadanović Džemal Rezaković Abdulah Šarčević Bakir Tanović Mehmed Zaimović Miodrag Žalica | nije dodijeljena                                                                        | Drama Narodnog pozorišta u Sarajevu |
| 1973.  | Ivan Foht Pavle Fukerak Branko Kurpjel Svetislav Masleša Stjepan Matić Abdulah Olovčić Radovan Vučković Ivan Zovko | Emina Kamberović-Mičić i Muhamed Imanić                                                 | Željeznička škola sa praktičnom obukom „"Vaso Miskin Crni" u Sarajevu |
| 1974.  | Milica Buljubašić Hašim Čaušević Vladimir Dobrović Ivan Kalcina Jelka Knežević Nikola Kovač Dušan Maleš Lazo Materić Mihajlo Mihaljević Muhamed Sandžaktarević Ešref Sarajlić Dževad Softić | nije dodijeljena                                                                        | Osnovna škola "Ivan Goran Kovačić" |
| 1975.  | Stevo Anđelić Fehim Avdić Azra Begić Franc Cingle Nedžad Ibrišimović Josip Katalinski Borivoje Knežević Katarina Kocka Tvrtko Kulenović Ramo Lončarević Jagoda Maksimović-Beran Ljubo Miloš Muhamed Mujezinović Fadil Numić Josip Pejaković Božo Raković Ruža Starčević Neđo Šipovac Alija Talić Meho Vladović | Milan Kušan, Branko Bulić, Svetozar Gogunović i Franjo Lastavec                         | – Prosvjetno-pedagoški zavod – Fabrika duhana u Sarajevu – Kamerni teatar 55 – Tvornica čarapa "Ključ" – Steleks – Sarajevofilm – Škola za unutrašnje poslove u Sarajevu – SOUR Unioninvest – RO Vodovod i kanalizacija Sarajevo |
| 1976.  | Zdravko Besarović Mirza Delibašić Hasan Hadžiomerović Alija Isaković Mustafa Karišik Savan Knežević Kolobarić Mladen Uroš Kravljača Zdravko Likić Gertruda Munitić Mithat Prcić Nevenka Pucar Belkisa Rizvanbegović Halid Sinanović Dušan-Duško Spasojević Branko Tomašević                                    | nije dodijeljena                                                                        | – NIŠRO Oslobođenje – Osnovna škola "29. novembar" – RKUD "Proleter" – Institut za transfuziologiju i hematologiju Bosne i Hercegovine – OKUD "Ivo Lola Ribar" – Biblioteka "Logos" – OOUR Livnica čelika - SOUR Energoinvest – Mjesna zajednica Ilidža – Savez gorana grada Sarajeva – Studijski centar Gradskog komiteta Saveza komunista Sarajevo |
| 1977.  | Midhat Aganović Boro Drašković Radoslav Džodžo Muris Idrizović Vladimir Jokanović Ekrem Kulenović Zlatko Lavanić Mirko Lukić Radovan Milan Miroslav Miličević Muzafer Mujić Mirko Ovadija Dušan Piljo Rizo Selmanagić Alma Sokolović Tonko Šoljan Alojz Vesić                                                  | nije dodijeljena                                                                        | – Akademsko astronomsko društvo Sarajevo – Revija Odjek – Profesionalna vatrogasna brigada Sarajevo – Institut za automatiku i računske nauke IRCA – Mjesna zajednica Blagovac – Radio program Sarajevo 202 |
| 1978.  | Mitar Aleksić Novak Anđelić Ljubomir Berberović Razija Handžić Mirza Idrizović Hanifa Kapidžić-Osmanagić Ljubo Kojo Ratko Lalić Tonko Marčić Jasenka Roter-Petrović Muhamed Teftedarija Čedomir Vujanović | Ante Rajić, Džemaludin Karić i Vinko Rajić                                              | – KK Bosna – Indeksi – MZ Bistrik – OKUD "Miljenko Cvitković" – Predstava Omer paša Latas Narodnog pozorišta u Sarajevu – Prva gimnazija u Sarajevu |
| 1979.  | Dragan Anđelić Milo Gučevac Zaim Imamović Aleksandar Kalmar Nasiha Kapidžić-Hadžić Nedžad Kolaković Manojlo Marković Ismar Mujezinović Ismet Mujezinović Vladimir Pšorn Zijah Sokolović Derviš Sušić Stipo Vilić Tihomir Vuković                                                                               | Vokalni ansambl "Prijatelji"                                                            | – Hotel Evropa – Konferencija Osnovne organizacije saveza slijepih BiH Sarajevo – Streljačka družina "Mile Vujović Učo" – UPI RO Proizvodnja i prerada mlijeka – Savezna omladinska radna akcija "Sarajevo" – RK Željezničar – Škola za osnovno muzičko obrazovanje "Dr. Vojislav Vučković" – Tkaonica ćilima Ilidža – Vojni orkestar Sarajevo       |

### 1980-e
| Godina | Pojedinačna nagrada | Grupna nagrada | Kolektivna nagrada |
| ------ | --- | --- | --- |
| 1980.  | Fahrija Ajanović Mustafa Ajanović Vladimir Bjelica Nikola Cvijetić Jovanka Čović Karlo Dombaj Rato Dugonjić Zoran Gajić Fuad Hadžihalilović Miroslav Jančić Radoslav Jovanović Dragutin Kosovac Svetislav Lučić Olga Marasović Munir Mesihović Branko Mikulić Džemal Muminagić Mehmed Metevelić Dane Olbina Muzafer Osmanagić Avdo Smajlović Žarko Varajić | nije dodijeljena | – OOUR Elektrotopionica RO Željezara Ilijaš – SOUR Famos – Feroelektro – OŠ "Bane Šurbat" – UPI RO Promet na malo – Građevinska radna organizacija Put – Sarajevska brigada Teritorijalne odbrane Hasan Brkić                    |
| 1981.  | Bahra Đuk Mladen Knežević Moni Levi Julio Marić Mara Marinković Mirko Marjanović Borislav Milatović Kemal Monteno Muhamed Nakaš Mirko Oljača Vaso Radić Milanko Renovica Safet Sušić Milivoje Unković Zvonko Zrnčić | Fatih Imamović, Zdravko Jurić, Željko Molinar i Zijo Pašić                                                                                               | – Stanica policije za bezbjednost saobraćaja Sarajevo – OKUD "Slobodan Princip Seljo" |
| 1982.  | Nađija Biser-Taso Milan Gračanin Seid Hasanefendić Milan Hiholjčić Ratko Jovičić Zijo Kučukalić Emir Kusturica Anton Lovrinčević Vesna Mašić Aleksa Mikić Sofija Mikšić Franjo Milošević Danilo Štaka Miroslav Varadin | – Nazim Alihodžić, Mehmedalija Budalica, Miodrag Popadić, Enver Raljević i Mirko Šošić –Vokalni ansambl "Breze"                                          | – Umjetnički paviljon Colegium aristicum – RO Petrolinvest –Emisija Televizije Sarajevo Sarajevska hronika |
| 1983.  | Predrag Bojić Katarina Dorić Mihailo Galić Janez Gorišek Nenad Guzina Asim Jamakosmanović Aleksandar Jevđević Borivoje Knežević Salim Obralić Muhamed Pašović Petar Skert Milica Šnajder-Huterer Ismet Zubović | – Nisim Albahari, Rafael Brčić, Miodrag Čanković, Mehmed Džinić, Ahmed Hadžirović i Dane Olbina –Natalija Dozet, Marko Stanišić i Sonja Sumenić-Bijeljac | – Hemijski institut Prirodno-matematičkog fakulteta Sarajevo – Radio kub "Nikola Tesla" – Sarajevska filharmonija – SOUR Energoinvest RO "Vaso Miskin Crni" – Vojna bolnica Sarajevo                                             |
| 1984.  | Boris Bakrač Stevan Bulajić Ahmed Karabegović Kemal Karačić Sofija Kosovac Nedžad Kurto Razija Lagumdžija Pavle Lukač Seid Maglajlica Milan Medić Mirko Mladić Milan Mučibabić Murat Musabegović Sadudin Musabegović Salko Oruč Isak Ozmo Vanja Popović Hranislav Rašić Sabahudin Selesković Anto Sučić Artur Takač Vojo Tomić Alija Velić Ljubiša Zečević | nije dodijeljena | – Klinika za rekonstruktivnu i plastičnu hirurgiju – Organizacioni komitet XIV ZOI – Organi unutrašnjih poslova opština i grada Sarajeva – Radio-televizija Sarajevo – GRO "Vranica" – Dom kulture Vratnik – RO "Zrak" Sarajevo´ |
| 1985.  | Ljubo Aralica Mahmut Bajraktarević Muhidin Begić Franjo Budim Oskar Danon Musa Dizdarević Jelena Dopudža Ahmed Džuvić Miloš Đurašković Aleksandar Fajgelj Leon Fliker Kazimir Franković Miroslav Homen Mujesira Ivić Dragan Jakmirović Dževad Jarebica Džemil Kapetanović Zagorka Kapetanović Slobodan Kezunović Faruk Konjhodžić Desa Koštan-Olbina Slavica Kujundžić Hakija Kulenović Sidika Lokmić Nedim Mahić Dane Maljković Zdravko Marić Spasoje Mičić Rajka Mikulić Mitar Minić Ante Nevjestić Ankica Pavlović-Albahari Mile Perković Ratko Popadić Fuad Ramić Veljko Ržehak Ervin-Stanko Salcberger Mehmed Šišić Arif Tanović Sekula Todorović Mirko Tošić Salko Vilić | nije dodijeljena | – Institut za fizijatriju i rehabilitaciju Ilidža – Industrija pekarstva Sarajevo – Gimnazija "Ognjen Prica" – Pozorište mladih Sarajevo – Šahovski klub "Sarajevo" – RO "Vladimir Perić Valter" Sarajevo                        |

### 1990-e
| Godina   | Pojedinačna nagrada                                                                                             | Grupna nagrada   | Kolektivna nagrada                                                                                              |
| -------- | --- | ---------------- | --- |
| 1990.    | Rifat Hadžiselimović Ademir Kenović Hasan Muratović Predrag Nikolić Ivica Osim Aleksandra Romanić Salih Sadović | nije dodijeljena | –DP „Energoinvest“ – Računarski centar Sarajevo – Zavod za specijalno vaspitanje i obrazovanje djece u Sarajevu |
| 1993–97. | Nije dodijeljena                                                                                                | Nije dodijeljena | Nije dodijeljena                                                                                                |

### 2000-e
| Godina | Pojedinačna nagrada | Grupna nagrada                                                                       | Kolektivna nagrada |
| ------ | --- | ------------------------------------------------------------------------------------ | --- |
| 2000.  | Kemal Hrustanović Mirza Jamaković Juraj Martinović Dževad Juzbašić Nedžad Fazlija                                                                      | nije dodijeljena                                                                     | – Kantonalna asocijacija radioamatera Kantona Sarajevo – Gazi Husrev-begova biblioteka – Elektrotehnički fakultet u Sarajevu |
| 2001.  | Meliha Alić Fuad Arifhodžić Ivan Kordić Gojko Berić Vlatko Doleček Kemal Grebo Enver Redžić Almasa Softić Youssef Hajir Ivan Sokolov Fra Luka Markešić | – Ahmed Kapidžić i Hasan Ćemalović – Šukrija Ðozić, Raib Salihefendić i Enes Baralić | – Francuski kulturni centar “Andre Malroux” – JKP GRAS – Ženski odbojkaški klub “Dobrinja” |
| 2002.  | Izet Sarajlić Danis Tanović Adil Zulfikarpašić | – Nihad Imamović i Nijaz Hastor                                                      | – Sportsko društvo invalida "Spid" Sarajevo – Specijalna jedinica Ministarstva unutrašnjih poslova Republike Bosne i Hercegovine Odred policije "Bosna" – Međunarodni teatarski i filmski festival MESS Sarajevo – Hrvatsko kulturno društvo "Napredak" Središnja uprava Sarajevo – Srpsko prosvjetno i kulturno društvo "Prosvjeta"                   |
| 2003.  | Husein Ahmović Edin Arslanagić Amila Bakšić Faris Gavrankapetanović Behija Zlatar                                                                      | nije dodijeljena                                                                     | – Sarajevski ratni teatar "SARTR" – Srednja medicinska škola Sarajevo – Bošnjačka zajednica kulture "Preporod" – Košarkaški klub "Željezničar" – Neovisna televizija "Hayat" |
| 2004.  | Fazlija Alikalfić Fra Petar Anđelović Zehra Dizdarević Mehmed Drino Dragan Vikić                                                                       | nije dodijeljena                                                                     | – Narodna kuhinja "Stari Grad" – Javna ustanova Dom zdravlja Kantona Sarajevo – Savez paraplegičara i oboljelih od dječije paralize Kantona Sarajevo – Udruženje građana "Tradicionalni zanatski esnafi" – Javna ustanova Dječiji dom "Bjelave" |
| 2005.  | Jovan Divjak Zdravko Grebo Tomislav Grizelj Senad Hadžifejzović Nermina Kurspahić                                                                      | nije dodijeljena                                                                     | – Centar za obrazovanje, odgoj, radno osposobljavanje i zapošljavanje mentalno retardirane djece, djece oboljele od autizma i cerebralne paralize "Vladimir Nazor" – Centar za slušnu i govornu rehabilitaciju – Odbojkaški klub invalida "Fantomi" Sarajevo – Sarajevo Film Festival – Vlada Kantona Sarajevo 2003–2006.                              |
| 2006.  | Hasija Borić Milorad Gaćina Fra Petar Perica Vidić | nije dodijeljena                                                                     | – Institut za hidrotehniku Građevinskog fakulteta u Sarajevu – Javna ustanova Prva bošnjačka gimnazija u Sarajevu – Klinika za ortopediju i traumatologiju Kliničkog centra Univerziteta u Sarajevu – Nacionalna i univerzitetska biblioteka Bosne i Hercegovine – "ORTOSAR" – privredno društvo za izradu ortopedskih pomagala – Zbor/hor "Pontanima" |
| 2007.  | Božidar Matić | nije dodijeljena                                                                     | – Pedijatrijska klinika Kliničkog centra Univerziteta u Sarajevu |
| 2008.  | Omer Ibrahimagić | nije dodijeljena                                                                     | – Prvi korpus Armije Republike Bosne i Hercegovine |
| 2009.  | nije dodijeljena | – Košarkaški klub "Bosna"                                                            | – Institut za istoriju u Sarajevu |

### 2010-e
| Godina | Pojedinačna nagrada                                                     | Grupna nagrada                                        | Kolektivna nagrada |
| ------ | ----------------------------------------------------------------------- | ----------------------------------------------------- | --- |
| 2010.  | Ibrahim Spahić                                                          | Larisa Cerić, Arijana Jaha i Branimir Crnogorac       | Opća bolnica "Prim. dr. Abdulah Nakaš"                                                                                |
| 2011.  | Dejan Milošević                                                         | Zilha Šeta, Bahra Radača, Selma Kadrić i Fahra Tatlić | Hrvatsko narodno vijeće Bosne i Hercegovine                                                                           |
| 2012.  | Valerijan Žujo                                                          | nije dodijeljena                                      | Udruženje likovnih umjetnika Bosne i Hercegovine                                                                      |
| 2013.  | Edin Džeko                                                              | nije dodijeljena                                      | SOS Dječija sela u BiH                                                                                                |
| 2014.  | Nada Đurevska                                                           | arhitekti Ferhad Mulabegović i Smajo Mulaomerović     | Fudbalska reprezentacija Bosne i Hercegovine                                                                          |
| 2015.  | Safet Zec                                                               | Džim Maršal i Timoti „Tim” Klensi                     | Udruženje roditelja ubijene djece opkoljenog Sarajeva 1992-1995.                                                      |
| 2016.  | Mirsad Fazlagić Jovan Divjak Hadžan Konjo Milomir Kovačević Strašni     |                                                       | |
| 2017.  | Dino Merlin                                                             | nije dodijeljena                                      | – Udruženje za zaštitu istorijskih vrijednosti "Haber" – Udruženje FAMA Metodologija                                  |
| 2018.  | Tatjana Ljujić Mijatović Emir Hadžihafizbegović Ismet Gavrankapetanović | nije dodijeljena                                      | – Udruženje veterana odreda policije za specijalne namjene "Lasta" – Centrotrans Eurolines– Univerzitetski karate klub "Bosna" |
| 2019.  | Franjo Topić Fahrudin Smajlović Bogić Bogićević                         | nije dodijeljena                                      | nije dodijeljena |

### 2020-e
| Godina | Pojedinačna nagrada                                        | Grupna nagrada   | Kolektivna nagrada                                                                             |
| ------ | ---------------------------------------------------------- | ---------------- | ---------------------------------------------------------------------------------------------- |
| 2020.  | Mirko Pejanović Faruk Čaklovica Alija Hadžiosmanović Braco | nije dodijeljena | – Humanitarna organizacija "Merhamet"                                                          |
| 2021.  | Asim Horozić Fra Ivo Marković Arzija Pašalić               | nije dodijeljena | – Udruženje za podršku osobama sa intelektualnim teškoćama na području Kantona Sarajevo "Oaza" |

## Ostale nagrade i priznanja Grada Sarajeva
- Ključ grada Sarajeva
- Počasni građanin grada Sarajeva
- Plaketa grada Sarajeva

## Spoljašnje veze
- Dobitnici Šestoaprilske nagrade od 1956. godine do danas